# 延祐
延祐（1314年正月二十二日—1320年）是元朝时元仁宗第二個年号，共计使用7年。延祐七年三月十一日元英宗即位沿用。

## 改元
- 皇慶三年——正月二十二日，有詔改元延祐。[2][3]
- 延祐七年——正月，元仁宗去世。三月十一日，元英宗碩德八刺即位。十二月一日，有詔明年改元至治。[4][5]

## 西曆紀年對照表
| 延祐 | 元年   | 二年   | 三年   | 四年   | 五年   | 六年   | 七年   |
| ---- | ------ | ------ | ------ | ------ | ------ | ------ | ------ |
| 公元 | 1314年 | 1315年 | 1316年 | 1317年 | 1318年 | 1319年 | 1320年 |
| 干支 | 甲寅   | 乙卯   | 丙辰   | 丁巳   | 戊午   | 己未   | 庚申   |

## 大事记
- 延祐二年，元朝举办了第一次科举考试，史稱“延祐復科”[6]。
- 延祐三年，浙江和福建遭受倭商袭击[7]。
- 延祐四年，元仁宗命名南陽臥龍崗古建築為武侯祠。

## 逝世
- 延祐七年——元仁宗，元朝第四位皇帝，蒙古帝國第八位大汗，1311年4月7日—1320年3月1日在位，一共在位9年。

## 深入閱讀
- 李崇智. . 北京: 中華書局. 2004年12月. ISBN 7101025129.
- 鄧洪波. . 臺北: 國立臺灣大學東亞經典與文化研究計劃. 2005年3月  [2021-11-05]. ISBN 9789860005189. （原始内容 (pdf)存档于2007-08-25）.

## 參看
- 中国年号索引
- 同期存在的其他政权年号
  - 正和（1312年3月20日至1317年2月3日）：日本—花园天皇之年号
  - 文保（1317年二月三日至1319年四月二十八日）：日本—花园天皇与后醍醐天皇之年号
  - 元应（1319年四月二十八日至1321年二月二十三日）：日本—后醍醐天皇之年号
  - 興隆（1293年—1314年）：越南陳朝—陳英宗陳烇年号
  - 大慶（1314年—1324年）：越南陳朝—陳明宗陳奣年号

| 前一年號： 皇庆 | 元朝年号 | 下一年號： 至治 |